# La Chasse au tigre (Rousseau)
Pour les articles homonymes, voir La Chasse au tigre.
La Chasse au tigre est un tableau réalisé par le peintre français Henri Rousseau vers 1895. Cette huile sur toile est une scène de genre naïve représentant trois individus et un cheval dans un désert après une chasse au tigre réussie. Elle est aujourd'hui conservée au Columbus Museum of Art, à Columbus, dans l'Ohio, aux États-Unis, depuis un don de Ferdinand Howald.

## Influence
Pour cette toile, Rousseau s'est inspiré d'une gravure de la peinture de Rudolf Ernst, Soirée triomphale.

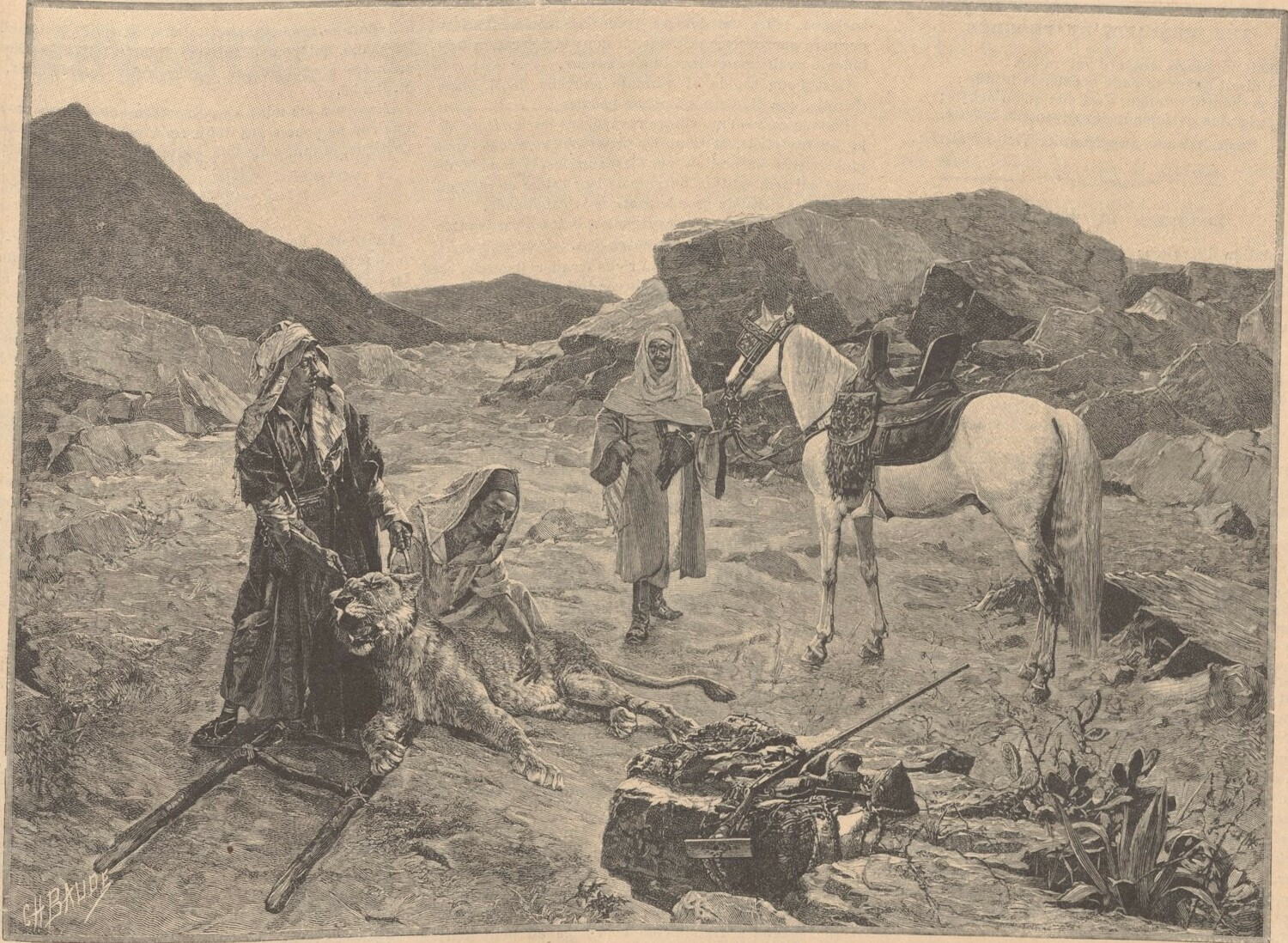
Extrait du Monde illustré, 12 octobre 1895.